# Anilinblau

Anilinblau ist ein Lösungsmittelfarbstoff aus der Gruppe der Triphenylmethanfarbstoffe.
Obschon es verschiedene aus Anilin darstellbare blaue Farbstoffe gibt, so versteht man doch unter diesem Namen nur eine bestimmte Farbe, die als gewöhnliches Anilinblau oder Fuchsinblau (Bleu de Lyon, Bleu de Paris) bezeichnet wird und aus der Chlorwasserstoffverbindung des Triphenylrosanilins besteht (Triphenylrosanilinchlorhydrat).

## Eigenschaften
Es ist ein in Wasser unlösliches, dunkelrotbraunes Pulver, welches sich aber in Spiritus mit prächtig blauer Farbe löst (spirituslösliches Anilinblau). Aus diesem lassen sich drei verschiedene in Wasser lösliche Arten von Anilinblau herstellen (wasserlösliches Anilinblau, siehe unten). Es sind dies die Natriumsalze gepaarter Sulfosäuren des Triphenylrosanilins. Man erhält sie durch Einwirkung von konzentrierter Schwefelsäure auf das Anilinblau und je nach der Dauer der Einwirkung sowie der Höhe der Temperatur können hierbei entweder 1, 2 oder 3 Moleküle Schwefelsäure gebunden werden. Beim Verdünnen mit Wasser scheiden sich diese Farbstoffe aus und können dann mittels Natronlauge gelöst werden. Das früher allein gebräuchliche wasserlösliche Anilinblau enthält 3 Moleküle Schwefelsäure, ist demnach das triphenylrosanilintrisulfosaure Natron. Das 2 Moleküle Schwefelsäure enthaltende A., das triphenylrosanilindisulfosaure Natron, wird Wasserblau (Bleusoluble) genannt. Derselbe Farbstoff jedoch auf andre Weise, nämlich aus Diphenylamin bereitet, wird Bayrischblau genannt. Es ist ein dunkelblaues Pulver, während das Wasserblau einen kupferroten Metallglanz zeigt. Mit 1 Molekül Schwefelsäure entsteht das triphenylrosanilinmonosulfosaure Natron, welches ebenfalls in zwei Arten in den Handel kommt, nämlich aus Rosanilin bereitet als Nicholsonsblau oder Alkaliblau, und aus Diphenylamin bereitet als Alkaliblau D. Beide sind dunkelblaue Pulver, in Wasser mit prächtig blauer Farbe löslich.
Dabei bildet das Salzsäure abgeschiedene Anilinblau grün schillernde Nadeln, welche wenig löslich in heißem Ethanol und unlöslich in Wasser sind. Es kommt als Gentianablau, Lichtblau, Spritblau, Opalblau, Feinblau in den Handel. Es färbt Wolle grünlichblau. Mit konzentrierter Schwefelsäure bildet es Sulfosäuren. Die Monosulfosäure C38H30N3(HSO3) ist amorph, blau, in Wasser unlöslich und bildet farblose, nicht kristallisierbare, leicht lösliche Salze, von denen das Natriumsalz als Alkaliblau (Nicholsons Blau, lösliches A.) benutzt wird. Es fixiert sich aus schwach alkalischer Lösung auf Wolle und Seide, muss aber mit verdünnter Säure aviviert werden.

Monosulfosäure von Anilinblau
Disulfosäure von Anilinblau
Trisulfosäure von Anilinblau

## Herstellung
Anilinblau entsteht beim Erhitzen von Rosanilin C20H21N3O mit überschüssigem Anilin und etwas Benzoesäure auf 180 °C, wobei die Benzoesäure unverändert bleibt (Monophenylrosanilin ist rotviolett, Diphenylrosanilin blauviolett, Triphenylrosanilin rein blau). Das mit Salzsäure abgeschiedene Anilinblau ist das salzsaure Salz der Base.

## Verwendung
Salze der in Wasser löslichen Di-, Tri- und Tetrasulfosäure bilden das Wasserblau (Opalblau, Chinablau, Baumwollblau, Bayrischblau), sie sind blau, in Wasser, wenig in Alkohol löslich und dienen besonders zum Färben von Wolle und Seide und von Baumwolle, die mit Alaun und Seife oder mit Tannin und Brechweinstein gebeizt ist.

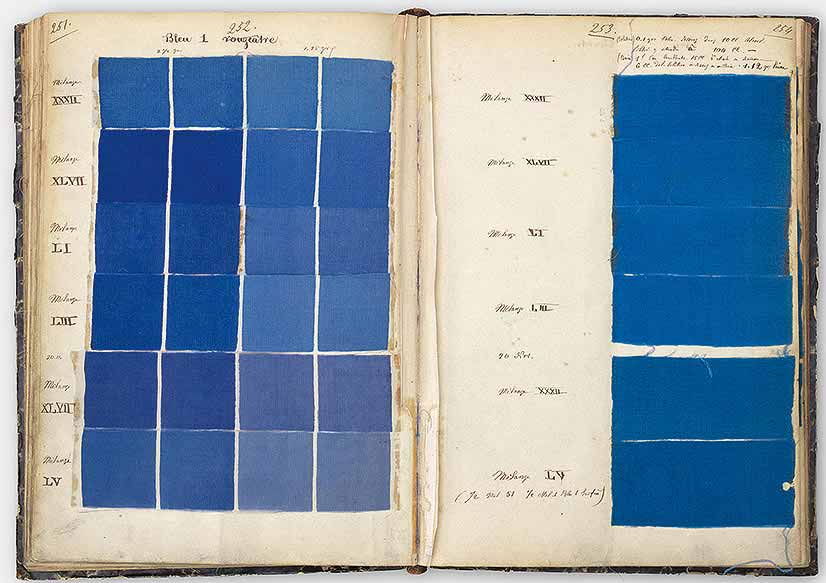
Anilinblau-Abdrucke aus einem Fabrikations-Kontrollbuch (1862)

## Anilinblau wasserlöslich
Anilinblau wasserlöslich (CAS-Nr. 8004-91-9) ist ein Mischfarbstoff aus den beiden Triphenylmethanfarbstoffen Acid Blue 22 (Wasserblau, CAS-Nr. 28631-66-5) und Acid Blue 93 (Methylblau, CAS-Nr. 28983-56-4). Die chemische Zusammensetzung dieses Farbstoffes variiert bei einzelnen Anbietern erheblich. Unter dieser Bezeichnung werden häufig auch die beiden Einzelkomponenten geführt, alle drei Farbstoffe lassen sich jedoch an der CAS-Nummer unterscheiden.